# Geografia della Liguria

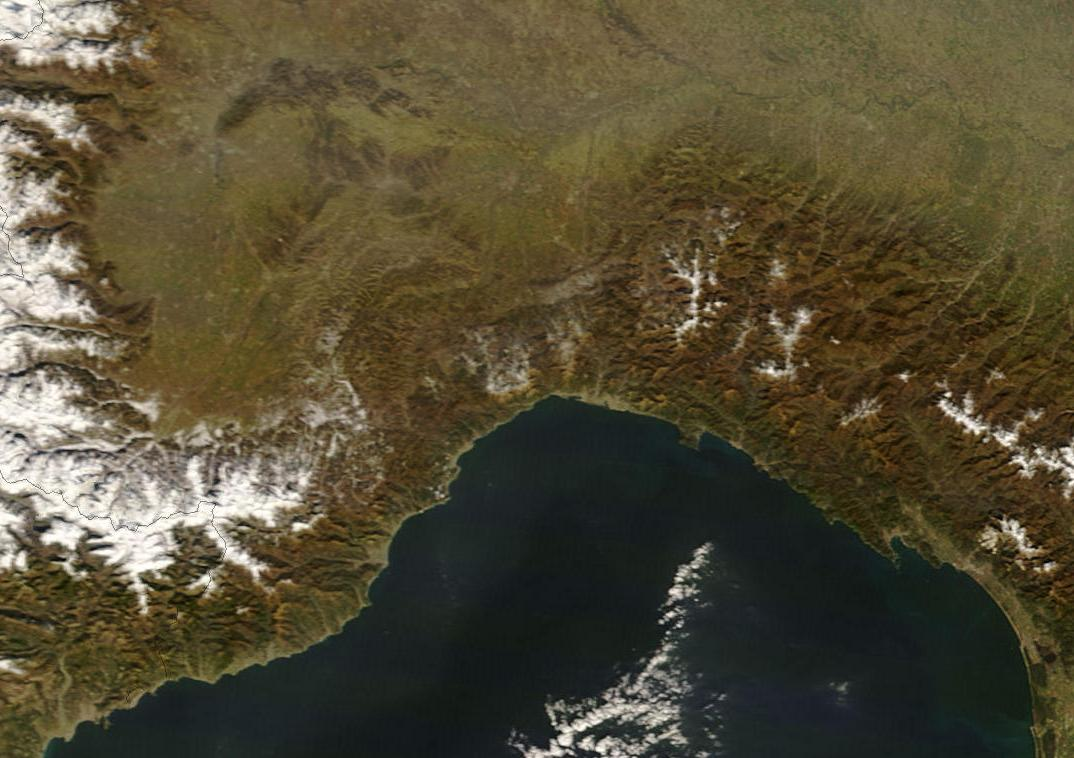
La Liguria vista dal satellite Terra della NASA (14 febbraio 2008).

La Geografia della Liguria illustra le caratteristiche geografiche della Liguria, regione dell'Italia;

## Dati generali
La Liguria è una regione dell'Italia settentrionale di 5.416 km², pari all'1,8% del territorio nazionale. Si sviluppa parallela al Mar Ligure, dai Balzi Rossi di Ventimiglia a Marinella di Sarzana, precisamente dal Rio San Luigi sul confine italo-francese al torrente Parmignola al confine con la Toscana. Confina a Nord con il Piemonte; a Ovest con la Francia; a Est con l'Emilia-Romagna e la Toscana; a Sud con il Mar Ligure.

## Orografia

Le zone altimetriche della Liguria.

Il territorio ligure è quasi del tutto montuoso e collinare: il 34,9% è costituito da zone collinari, il 65,1% da montagna. La Liguria è infatti attraversata dall'Appennino Ligure e dalle Alpi Liguri. Tradizionalmente e convenzionalmente, le due catene montuose sono separate dalla Bocchetta di Altare o Colle di Cadibona (459 m). Non vi sono vere e proprie pianure, perché i monti degradano direttamente sul mare, ma soltanto delle modeste piane costiere, principalmente la foce del Magra (piana di Sarzana) e la piana di Albenga.

### Monti
I monti più elevati si trovano nelle Alpi Liguri, suddivisibili in Prealpi Liguri e Alpi del Marguareis, divise tra loro dal Colle di Nava. La più alta cima della Liguria è il monte Saccarello (2201 m), nelle Alpi del Marguareis, al confine con il Piemonte e il Dipartimento delle Alpi Marittime. Le cime più elevate appartenenti alle Prealpi Liguri sono il Monte Galero (1708 m), la Rocca delle Penne (1501 m), il Monte Carmo di Loano (1389 m) e il Monte Settepani (1386 m).
Le vette più alte dell'Appennino Ligure, nel territorio della regione, si trovano nella Val d'Aveto e nella Val Trebbia e in Val di Vara. La cima più elevata è il Monte Maggiorasca (1804 m), altre cime significative di questo territorio sono il Monte Penna (1736 m) e il Monte Aiona (1701 m). Più a est, in Val di Vara, il Monte Gottero (1640 m). Più a ovest, sempre a settentrione dello spartiacque appenninico si trovano i gruppi montuosi del Monte Oramara, culminante nel monte omonimo (1522 m) che si eleva sullo spartiacque tra Val d'Aveto e Val Trebbia e quello del Monte Antola, tra le valli Trebbia, Borbera e Scrivia, che in territorio ligure culmina nel monte omonimo (1597 m).
Dopo il colle di San Bernardo di Garessio (957 m), il paesaggio diventa nettamente più frastagliato e si superano i 1500 m con le vette del monte Galero (1708 m), della Rocca delle Penne (1501 m), la catena alpina principale tende nuovamente a deprimersi nei pressi del Colle di Nava (936 m) punto di separazione tra Prealpi Liguri e Alpi del Marguareis, per poi innalzarsi nuovamente con il piccolo gruppo montuoso culminante nel Monte dei Cancelli (1548 m). Procedendo ancora verso ovest, subito dopo il Colle di San Bernardo di Mendatica (1262 m) la displuviale principale della catena alpina si eleva rapidamente al di sopra dei 2000 m, fino alla cima del Monte Saccarello (2201 m), la più alta del settore imperiese e dell'intera Liguria.
A partire dalla cima del monte Saccarello, lo spartiacque si ramifica in più direzioni. La prima si protende dal Saccarello verso sud-est e, dopo la depressione del passo di Collardente (1586 m), si innalza ancora oltre i 2000 m con la Cima Marta (2136 m), il Monte Ceriana (2027 m) il Monte Grai (2012 m) e il monte Pietravecchia (2038 m). Oltrepassato l'imponente contrafforte roccioso del Monte Toraggio (1972 m), decresce rapidamente verso Ventimiglia. La seconda catena si distacca dalla vicina cima Missun (2355 m), in territorio piemontese, penetra in Liguria all'altezza di Piano del Giaireto e si sviluppa per una decina di chilometri verso est, includendo il massiccio isolato dell'Alpe di Cosio e Piano Cavallo (1907 m). Una terza catena si stacca dal gruppo del Saccarello in direzione sud-ovest e, dopo il monte Monega (1882 m), digrada verso il monte Faudo (1149 m) e la costa imperiese.
Lo spartiacque più elevato è tuttavia quello che delimita la valle del Roja fino al colle di Tenda. In questo tratto, su cui corre il confine amministrativo tra il Piemonte e il Dipartimento delle Alpi Marittime, si ergono alcune delle cime più alte delle Alpi Liguri, dominate nel loro complesso dalla punta Marguareis (2651 m), sul confine italo/francese. 

#### Alpi / Appennini Liguri
I monti più elevati nel territorio della Liguria sono:
- Monte Saccarello (2222m)
- Monte Frontè (2152 m)
- Cima Garlenda (2141 m)
- Monte Pietravecchia (2040 m)
- Monte Toraggio (1971 m)
- Monte Monega (1882 m)
- Monte Maggiorasca (1804 m)
- Monte Penna (1735 m)
- Monte Galero(1708 m)
- Monte Aiona (1702 m)
- Monte Nero (1676 m)
- Monte Carmo (1642 m)
- Monte Gottero (1640 m)
- Rocca del Scaggio (1617 m)
- Monte Tomarlo (1603 m)
- Monte Antola (1597 m)
- Monte Groppo Rosso (1594 m)
- Monte degli Abeti (1539 m)
- Monte Oramara (1522 m)
- Monte Montarlone (1501 m)

### Passi e valichi
Sono numerosi i punti di valico che collegano il Mar Ligure alla Pianura Padana, la maggior parte dei quali si trova al di sotto dei 1000 m s.l.m. e sono quindi transitabili tutto l'anno. Tra questi, la Bocchetta di Altare (o Colle di Cadibona, 459 m) e il Passo dei Giovi (472 m) hanno sempre avuto un'importanza strategica nei collegamenti tra i centri della pianura e i porti liguri.
Non meno importanti sono alcuni passi che si aprono negli spartiacque secondari, come il Passo del Bracco (613 m), che collega il Tigullio e la Val di Vara.

#### Spartiacque ligure-padano
I principali passi e valichi dello spartiacque ligure-padano nel territorio della regione sono:
- Colle di Santa Libera (441 m)
- Bocchetta di Altare (459 m)
- Crocetta d'Orero (468 m)
- Passo dei Giovi (472 m)
- Giovo Ligure (516 m)
- Passo del Turchino (588 m)
- Colle di Creto (603 m)
- Passo della Scoffera (674 m)
- Passo della Bocchetta (772 m)
- Giogo di Toirano (801 m)
- Colle Scravaion (814 m)
- Passo della Forcella (875 m)
- Colle di Praglia (879 m)
- Passo della Scoglina (926 m)
- Colle di Nava (941 m)
- Passo del Bocco (956 m)
- Colle del Melogno (1028 m)
- Passo del Faiallo (1044 m)
- Passo di Centocroci (1055 m)
- Passo del Portello (1092 m)
- Passo di Pralè (1258 m)
- Colle San Bernardo di Mendatica (1263 m)

#### Spartiacque secondari
I principali passi e valichi che si aprono negli spartiacque secondari del territorio ligure sono:
- Passo del Bracco (613 m)
- Colle San Bartolomeo (620 m)
- Passo del Ginestro (677 m)
- Passo del Biscia (892 m)
- Passo di Ghimbegna (898 m)
- Passo del Rastello (1044 m)
- Passo del Tomarlo (1494 m)
- Colla Melosa (1540 m)
- Colletta delle Salse (1623 m)
- Colle del Garezzo (1771 m)

## Idrografia

### Mare

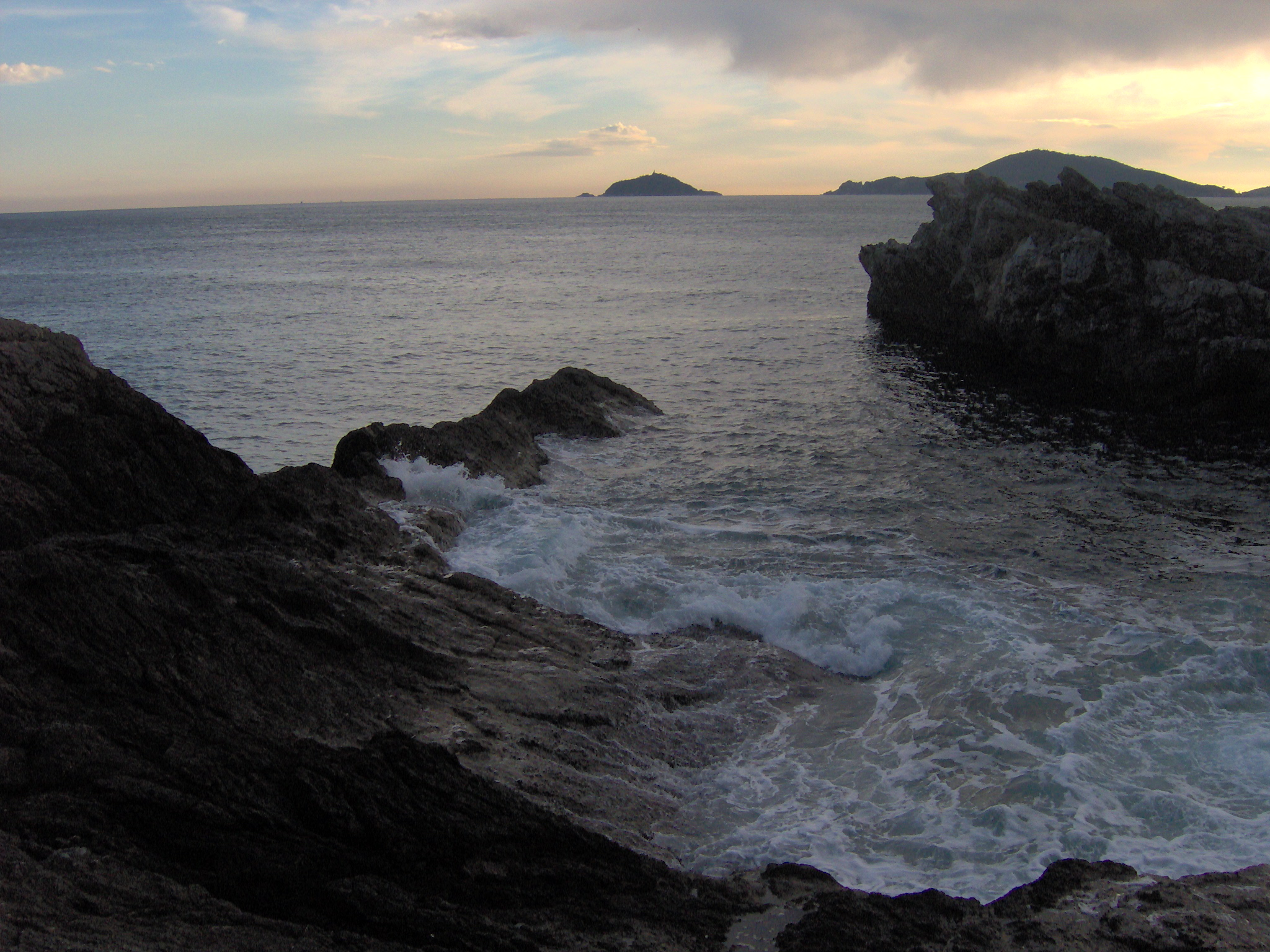
Vista delle ripide scogliere del Mar Mediterraneo (sullo sfondo l'Isola del Tino).

La Liguria si affaccia totalmente sul Mar Ligure, che occupa il settore più settentrionale del Mar Mediterraneo Occidentale. La costa si suddivide in Riviera di Ponente e Riviera di Levante, che hanno il loro punto di incontro tra Crevari e Voltri, quartiere posto all'estremità occidentale di Genova. Il golfo di Genova ne costituisce una parte importante. Altre insenature importanti sono il golfo della Spezia, il golfo del Tigullio e il golfo Paradiso.
Se si tiene conto della linea di battigia, delle varie calette nascoste, delle insenature racchiuse fra le alte e basse scogliere, dei piccoli promontori (dal confine occidentale dei Balzi Rossi fino al levante ligure di Marinella di Sarzana) si possono raggiungere i 440 chilometri di costa.
Le coste della Riviera di Ponente presentano un andamento piuttosto irregolare con golfi e insenature ampie e profonde, racchiusi tra promontori più o meno accentuati. Ciò ha permesso la formazione di spiagge relativamente sabbiose o ghiaiose presso lo sbocco dei corsi d'acqua, anche se non mancano tratti dove i rilievi sono a picco sul mare, come a Capo Noli.
Le coste della Riviera di Levante offrono invece tratti di coste spesso impervi, con lunghe sequenze di alte pareti a picco sul mare (ad esempio le famose Cinque Terre), interrotte da piccole insenature con spiagge di modesta estensione. L'andamento della costa è piuttosto regolare, rettilineo, fatta eccezione per i promontori di Portovenere, Portofino, Sestri Levante e di Punta Mesco.

### Isole
L'isola più estesa della Liguria è la Palmaria (1,6 km²), di fronte a Portovenere. Accanto alla Palmaria sorgono le due isole minori dell'arcipelago, il Tino e il Tinetto. Nella Riviera di Ponente si trovano due isole: l'isola di Bergeggi e l'isola Gallinara. L'unica isola abitata è la Palmaria.

### Fiumi
La maggior parte dei corsi d'acqua del versante ligure sono torrenti di scarsa lunghezza. I fiumi più importanti sono il Vara, che si unisce al fiume Magra e il Roja. A Bocca di Magra il fiume Vara attraversa una delle poche foci importanti. Il Roja attraversa la Francia e l'Italia e sfocia a Ventimiglia. Seguono per lunghezza il Lavagna e l'Arroscia. A Genova i corsi d'acqua principali sono lo Sturla, il Bisagno, il Polcevera e il Varenna. 

Il versante padano è invece attraversato da alcuni dei più importanti affluenti di destra del Po. L'alto corso del Tanaro, a monte di Ponte di Nava, segna il confine tra la Liguria e il Piemonte.
Il versante padano della provincia di Genova è interessato dall'alto corso di due grandi fiumi: lo Scrivia e la Trebbia. Altri corsi d'acqua importanti sono l'Aveto, che confluisce nella Trebbia in territorio emiliano; il Brevenna e il Vobbia, affluenti dello Scrivia; lo Stura di Masone, affluente dell'Orba.

### Laghi
I laghi naturali sono pochi e modesti, concentrati nella val d'Aveto. Tra questi, assumono particolare pregio paesaggistico e naturalistico il lago delle Lame e i laghi delle Agoraie.
Gli invasi artificiali più importanti, creati come riserve d'acqua o per scopi idroelettrici, sono i laghi del Gorzente, il lago della Busalletta, il lago di Ortiglieto tutti al confine tra Liguria e Piemonte, nei pressi dei Piani di Praglia; il lago del Brugneto in val Trebbia, vicino a Torriglia; il lago di Val di Noci in valle Scrivia, sopra Montoggio; il lago di Giacopiane in valle Sturla, ai piedi del Monte Aiona; il lago di Osiglia in val Bormida, presso l'omonimo paese; il lago di Tenarda nei pressi di Colla Melosa, nell'entroterra imperiese.